# District de Hedong (Tianjin)
Pour les articles homonymes, voir Hedong.
Le district de Hedong (河东区 ; pinyin : Hédōng Qū) est une subdivision du centre de la municipalité de Tianjin en Chine.